# أبحاث الإنفلونزا

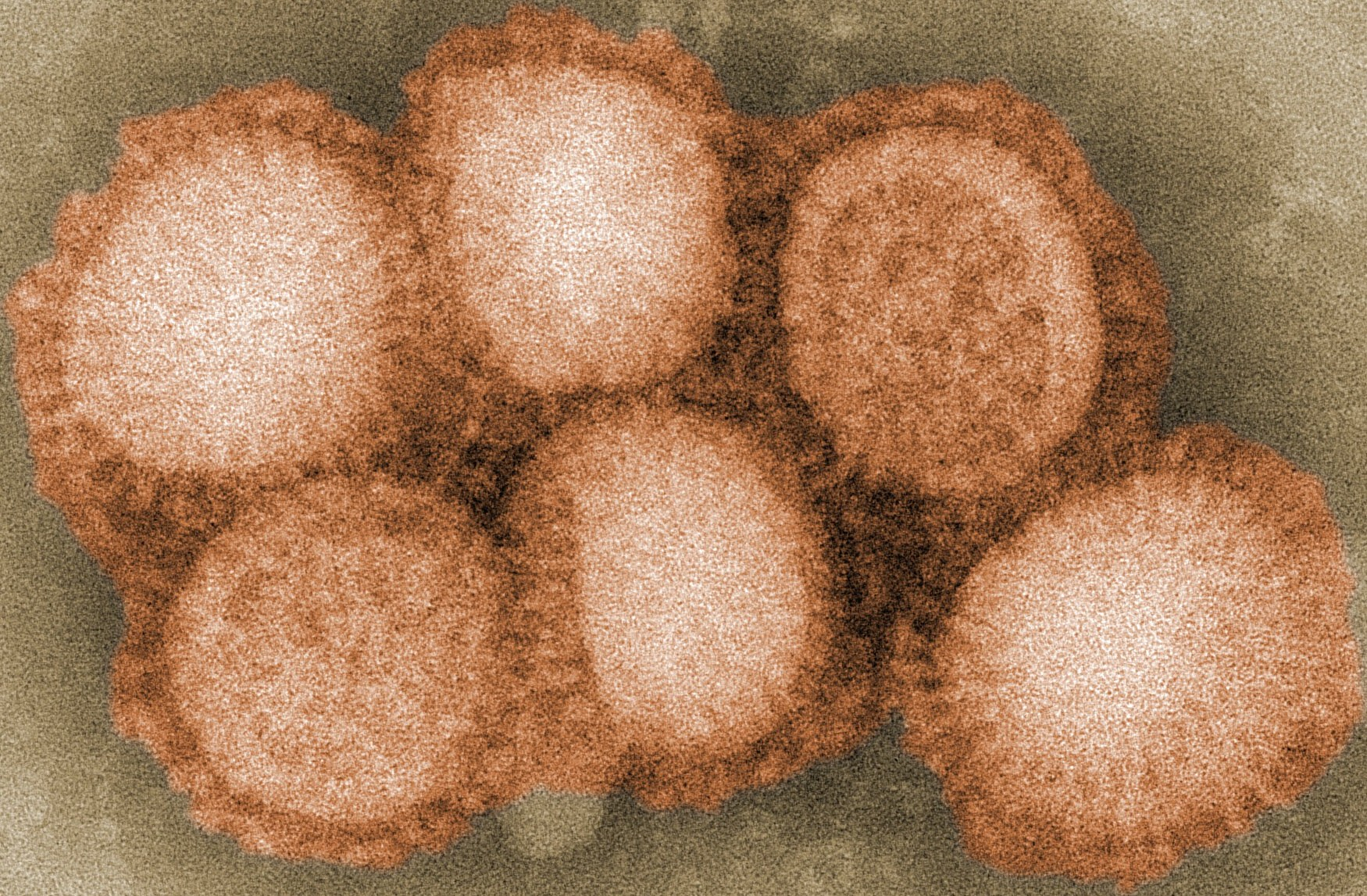

تتضمن «أبحاث الإنفلونزا» التحقق من الفيروسات الجزيئية ونشوء المرض والجهاز المناعي المضيف والجينات والوباء إن حلت نزلة وافدة. والهدف الرئيسي من هذه الأبحاث هو وضع تدابير مضادة للإنفلونزا، كتوفير اللقاحات والعلاجات وأدوات التشخيص.
جراء جائحة اتش فايف أن ون، تحفزت الجهات المختلفة لإجراء المزيد من أبحاث الإنفلونزا. فقد عملت ما لا يقل عن 12 شركة و17 حكومة على تطوير لقاح الإنفلونزا من خلال 28 تجربة سريرية مختلفة، كان من شأنها أن تحول عدوى الوباء القاتل إلى عدوى غير قاتلة، لو كتب لها النجاح. من الممكن البدء بأبحاث لإنتاج لقاح لمنع الإصابة بالمرض قبل حدوث جائحة، وهذا قد يستغرق حوالي 3 أشهر من ظهور الفيروس حتى البدء بإنتاج اللقاح على نطاق واسع؛ بإنتاج اللقاح، يؤمل أن تزيد الكمية المنتجة إلى نحو مليار جرعة في سنة واحدة بعد اكتشاف الفيروس.
تتطلب المقاييس المضادة المحسنة إجراء أبحاث أساسية حول كيفية دخول الفيروسات للخلايا وتكاثرها وتحولها وتطورها إلى سلالات جديدة وتحفيز جهاز المناعة. هذا وتجرى بحوث حالية حول القيود المعيقة لأساليب إنتاج اللقاحات الحالية.